# Аня Букштейн
Аня Букштейн (івр. אניה בוקשטיין; 7 червня 1982, Москва, СРСР) — ізраїльська актриса, співачка і модель. Найбільш відома виконанням ролі Кінвари в серіалі «Гра престолів» телеканалу HBO.

## Біографія
Аня Букштейн народилася 7 червня 1982 року в Москві, її батько працював лікарем-неврологом, а мати — сурдопедагогом. Репатріювалася з родиною в Ізраїль. Аня вивчала акторську майстерність в школі мистецтва «Тельма Ялін» в Гіватаїмі. Після закінчення навчання Аня Букштейн була призвана до лав збройних сил Ізраїлю, де співала в ансамблі ВВС.

## Кар'єра

### Кіно і телебачення
Букштейн дебютувала у кіно в 1994 році у фільмі «Нова країна» (івр. ארץ חדשה). За роль у цьому фільмі Аня була номінована на ізраїльську премію «Офіра».
У 2005 році Аня зіграла у фільмі Шмуеля Хасфарі «Династія Шварц» (івр. שושלת שוורץ Шошелет Шварц), де виконала роль Анни, молодиї репатріантки з Росії, яка повинна поховати батька в Ізраїлі, але закони проти цього. За роль в цьому фільмі вона була номінована на премію «Офіра».
У 2007 році Аня Букштейн разом з Фанні Ардан знялася у фільмі Аві Нешера «Секрети», вона грає дочку ортодоксального рабина, яка зав'язує відносини з іншою дівчиною. У тому ж році Аня вперше знялася в рекламі.
У 2010 році Букштейн зіграла в першому ізраїльському фільмі жахів «Скажені» (івр. כלבת — «Калевет»).
У 2016 році виконала роль Кінвари у шостому сезоні серіалу «Гра престолів» телеканалу HBO.

### Театр
Після демобілізації Аня грала у виставі "Господиня палацу". У 2010 році зіграла з виставі «Гетто» режисера Йєгошуа Соболя, у виставі розповідається доля жителів вільнюського гетто в період Другої світової війни. В інтерв'ю порталу izrus Аня заявила: «Я хочу вірити в те, що трапилося, залишиться в минулому й ніколи не повториться. Сьогоднішнє ставлення міжнародної громадськості до Ізраїлю дуже мене лякає. Я дійсно сильно налякана всією цією ситуацією. Те, чим я займаюся в театрі, є моєю громадянською позицією».

## Особисте життя
Одружена ізраїльським розробником Дотаном Вайнером з вересня 2013 року.